# Metropolitana di Barcellona

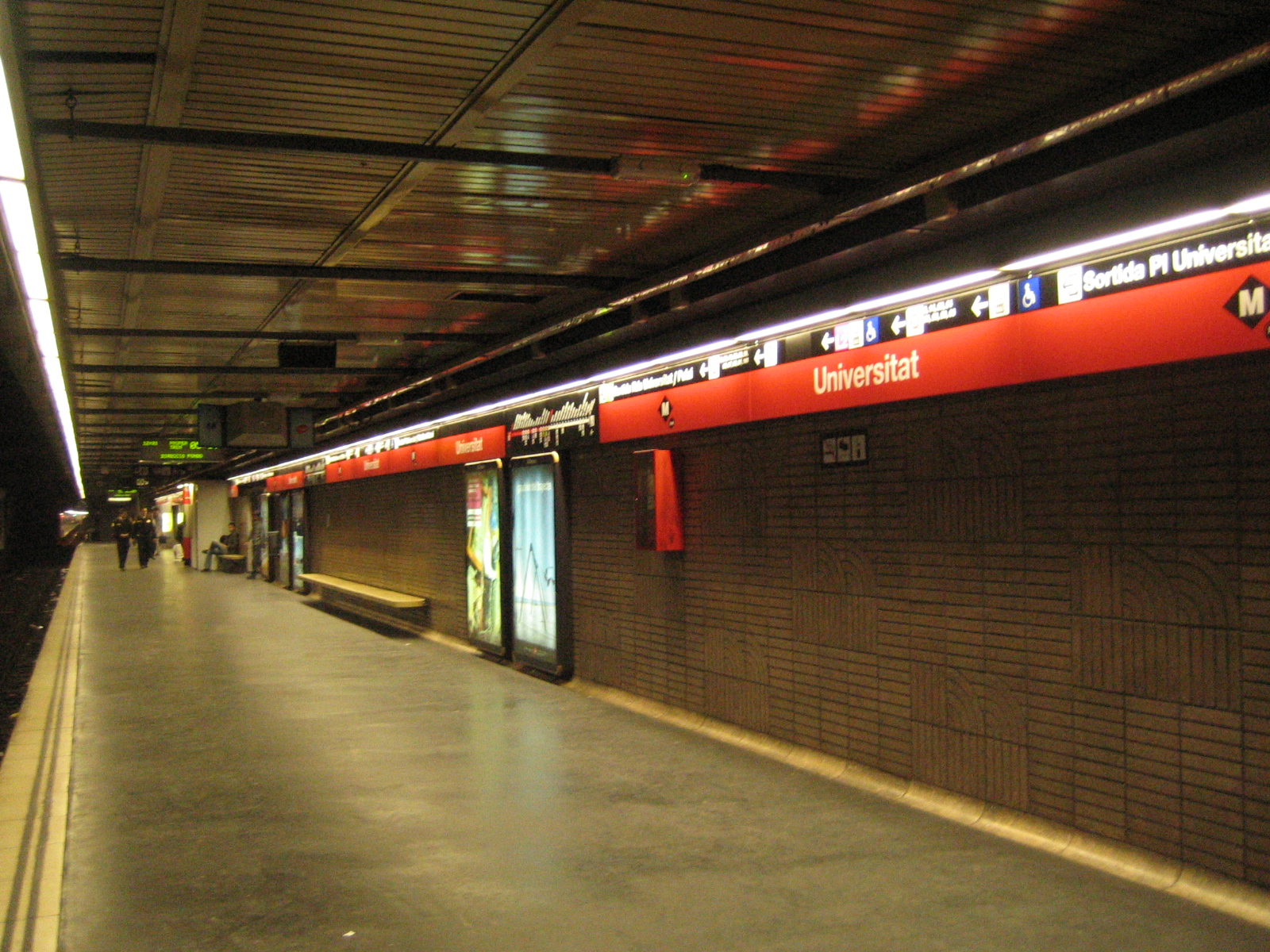
Stazione Universitat (L1)

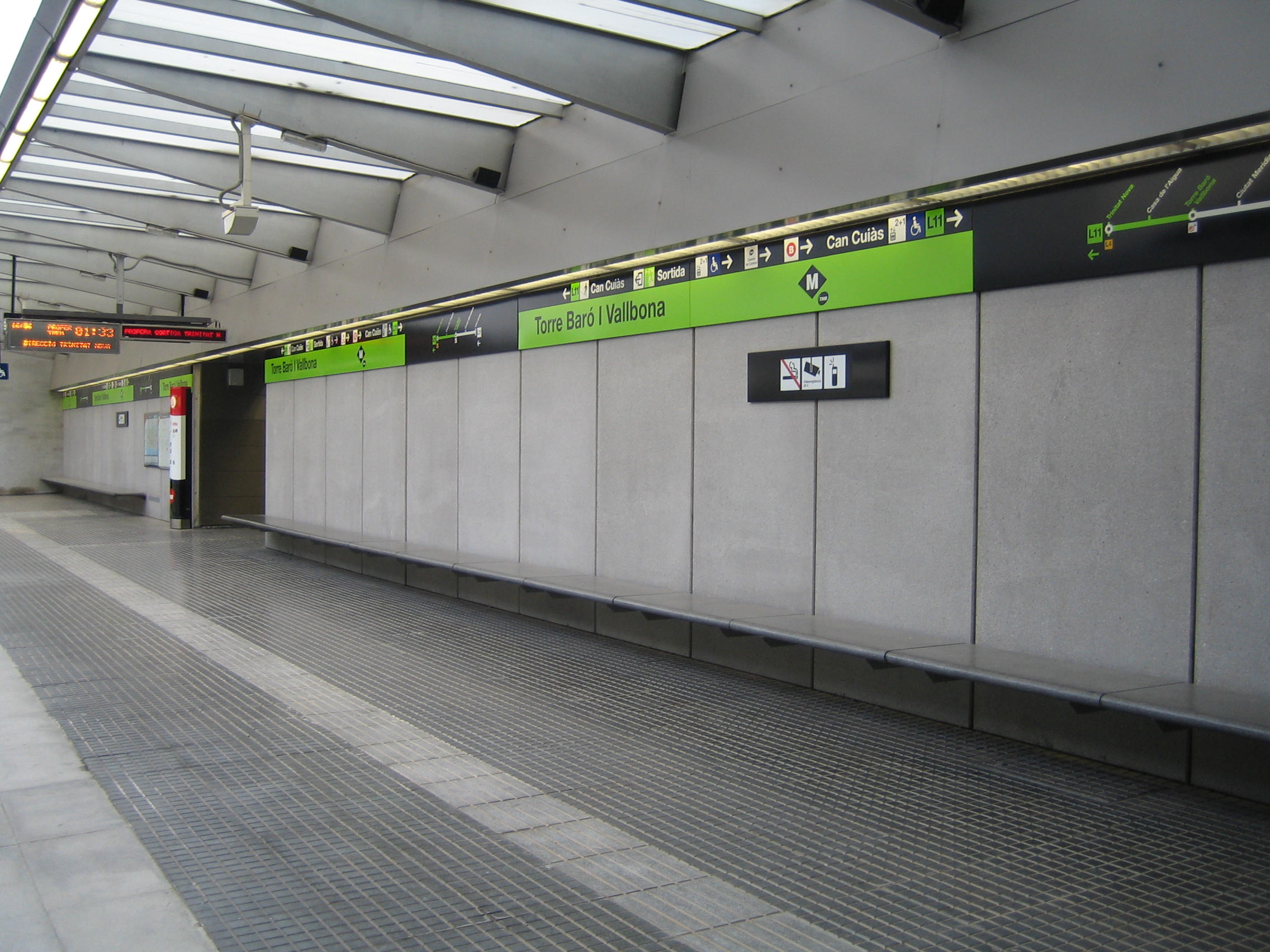
Stazione Torre Baró - Vallbona (L11)

La metropolitana di Barcellona (in catalano e in castigliano: Metro de Barcelona) è un sistema di linee metropolitane, principalmente sotterranee, che collegano il centro del capoluogo catalano con le principali città dell'area suburbana. Fa parte di una più ampia rete di trasporto pubblico integrato a servizio dell'intera comunità catalana, con due imprese esercitanti il servizio, Transports Metropolitans de Barcelona (TMB) e Ferrocarrils de la Generalitat de Catalunya (FGC), le cui tariffe sono gestite dall'ATM (Autoritat del Transport Metropolità).
La rete ferroviaria si snoda attualmente lungo 157,8 km e conta 203 stazioni, costituendo la seconda rete metropolitana della Spagna per estensione, dopo quella di Madrid. Di queste, 32 sono stazioni di interscambio, 16 sono le corrispondenze con stazioni della ferrovia (Renfe e ferrovie locali), una di corrispondenza con la funicolare di Montjuïc. La quasi totalità della linea metropolitana si snoda sotto terra, con eccezione di brevi tratte di superficie delle linee L1, L5, L10 Sud e L11. La distanza media tra le singole stazioni è di 838 metri.

## Rete

Mappa della metropolitana di Barcellona.

La rete metropolitana si compone di dodici linee (la linea 9 e la linea 10 sono spezzate in due tronconi per ora isolati tra loro):
| Linea  | Percorso                               | Gestore | Inaugurazione | Ultima estensione | Lunghezza | Stazioni |
| ------ | -------------------------------------- | ------- | ------------- | ----------------- | --------- | -------- |
|        | Hospital de Bellvitge - Fondo          | TMB     | 1926          | 1992              | 20,7 km   | 30       |
|        | Paral·lel - Badalona Pompeu Fabra      | TMB     | 1995          | 2010              | 13,7 km   | 18       |
|        | Zona Universitària - Trinitat Nova     | TMB     | 1924          | 2008              | 18,4 km   | 26       |
|        | Trinitat Nova - La Pau                 | TMB     | 1926          | 2003              | 17,3 km   | 22       |
|        | Cornellà Centre - Vall d'Hebron        | TMB     | 1959          | 2021              | 19,168 km | 27       |
|        | Plaça de Catalunya - Sarrià            | FGC     | 1976          | —                 | 4,884 km  | 8        |
|        | Plaça de Catalunya - Avinguda Tibidabo | FGC     | 1954          | —                 | 4,634 km  | 7        |
|        | Espanya - Molí Nou-Ciutat Cooperativa  | FGC     | 1912          | 2007              | 11,266 km | 11       |
|        | La Sagrera - Can Zam                   | TMB     | 2009          | 2010              | 7,867 km  | 9        |
|        | Aeroport T1 - Zona Universitària       | TMB     | 2016          | —                 | 19,6 km   | 15       |
|        | La Sagrera - Gorg                      | TMB     | 2010          | —                 | 5,57 km   | 6        |
|        | ZAL-Riu Vell - Collblanc               | TMB     | 2018          | 2021              | 12 km     | 11       |
|        | Trinitat Nova - Can Cuiàs              | TMB     | 2003          | —                 | 2,109 km  | 5        |
|        | Sarrià - Reina Elisenda                | FGC     | 2016          | —                 | 0,6 km    | 2        |
| Totale | Totale                                 | Totale  | Totale        | Totale            | 157,798   | 203      |

## Storia
Le opere di costruzione delle prime linee della metropolitana di Barcellona cominciarono nel 1920. La prima linea, che prese il nome di Gran Metropolitano de Barcelona (l'attuale L3) fu inaugurata nel 1924 e collegava Plaça Catalunya a Plaça Lesseps. Due anni più tardi entrò in servizio la linea battezzata Ferrocarril Metropolitano Transversal (attuale L1), costruita in occasione dell'Esposizione Universale del 1929, che collegava Bordeta a Plaça Catalunya.
La metropolitana di Barcellona è in corso di ammodernamento e di adeguamento al decreto 135/1995, che stabilisce il diritto di accesso alle persone portatrici di handicap. Tutte le stazioni saranno dotate di almeno un accesso con ascensori; i marciapiedi saranno adattati all'altezza delle porte dei treni.

## Operatori
Le linee sono gestite da due diversi operatori: 
- Transports Metropolitans de Barcelona, l'operatore principale della città, gestisce otto linee (L1, L2, L3, L4, L5, L9, L10, L11), per un totale di 129,377 km. Al 2013 risulta avere una forza lavoro pari a 3608 dipendenti[3].
- Ferrocarrils de la Generalitat de Catalunya gestisce quattro linee (L6, L7, L8, L12), per un totale di 21,284 km. Ha una forza lavoro pari a 1410 dipendenti[4].

## Servizio

### Titoli di viaggio

Vecchio carnet da 10 biglietti

La rete metropolitana rientra nel Sistema tariffario integrato dell'Autorità del Trasporto Metropolitano. I titoli di viaggio più comuni validi sulla rete sono:
| Titolo di viaggio | Caratteristiche                                                      | Note  |
| ----------------- | -------------------------------------------------------------------- | ----- |
| Bitllet senzill   | Corsa singola, escluso aeroporto                                     | [ 5 ] |
| Bitllet aeroport  | Corsa singola fino all'aeroporto                                     | [ 5 ] |
| T-Casual          | Abbonamento individuale da 10 viaggi (escluso aeroporto)             | [ 5 ] |
| T-Día             | Abbonamento giornaliero individuale (incluso aeroporto)              | [ 5 ] |
| T-Grup            | Abbonamento multipersonale da 70 viaggi in 30 giorni                 | [ 5 ] |
| T-Usual           | Abbonamento mensile individuale                                      | [ 5 ] |
| T-Trimestre       | Abbonamento trimestrale individuale                                  | [ 5 ] |
| T-Jove            | Abbonamento trimestrale a prezzo ridotto per giovani fino ai 25 anni | [ 5 ] |
| T-16              | Abbonamento speciale per bambini e adolescenti fino ai 16 anni       | [ 5 ] |

La rete metropolitana è interamente contenuta nella zona 1 del sistema tariffario.

### Orari
| Linea | Da lunedì a giovedì     | Venerdì e vigilie dei giorni festivi | Sabato e vigilie del 1º gennaio, 24 giugno, 15 agosto e 24 settembre | Domeniche                           | 24 dicembre           |
| ----- | ----------------------- | ------------------------------------ | -------------------------------------------------------------------- | ----------------------------------- | --------------------- |
|       | dalle 5:00 a mezzanotte | dalle 5:00 alle 2:00                 | Apertura alle 5:00 e servizio continuato durante tutta la notte      | Servizio continuo fino a mezzanotte | dalle 5:00 alle 23:00 |

| Stazione                                                                       | Linea | Prima corsa    | Prima corsa      | Ultima corsa   | Ultima corsa     |
| Stazione                                                                       | Linea | Giorni feriali | Sabato e festivi | Giorni feriali | Sabato e festivi |
| ------------------------------------------------------------------------------ | ----- | -------------- | ---------------- | -------------- | ---------------- |
| Plaça de Catalunya                                                             |       | 5:50           | 4:17             | 2:15           | 3:57             |
| Sarrià                                                                         | 5:44  | 4:14           | 2:00             | 3:54           |                  |
| Plaça de Catalunya                                                             |       | 5:58           | 2:00             | 4:09           | 3:49             |
| Av. Tibidabo                                                                   | 4:05  | 5:58           | 2:00             | 3:45           |                  |
| Espanya                                                                        |       | 5:41           | 6:43             | 23:45 2:001    | 23:45 2:001      |
| Molí Nou-Ciutat Cooperativa                                                    | 5:00  | 5:00           | 23:15 2:051      | 23:15 2:051    |                  |
| Sarrià                                                                         |       | 5:52           | 5:40             | 0:19           | 0:17 2:301       |
| Reina Elisenda                                                                 | 5:43  | 5:42           | 23:52            | 0:12 2:011     |                  |
| Note: 1. Circola unicamente di venerdì, sabato e le vigilie dei giorni festivi |       |                |                  |                |                  |

## Prolungamenti
Sono in attesa di completamento senza una data definita (solo programmata) i seguenti ampliamenti, già approvati e iniziati:
- : Tratta ZAL-Riu Vell - Polígon Pratenc (data non definita)
- : Nuova stazione Camp Nou (tra Zona Universitària e Collblanc, programmata per il 2026)[7][8]
- : Tratta Collblanc - Zona Universitària (originariamente programmata per il 2023)

Inoltre, il piano dei trasporti per il periodo 2021-2030 prevede a progetto i seguenti lavori di ampliamento:
- : Prolungamento Fondo - Badalona Pompeu Fabra - Badalona Estació (programmata tra il 2025 e il 2031)
- : Prolungamento Hospital de Bellvitge - El Prat Estació (in fase di studio preliminare)
- : Prolungamento Sant Antoni - Parc Logístic con soppressione della fermata Paral·lel e spostamento dell'interscambio con la linea 3 a Poble Sec (in fase di studio, prevista non prima del 2030)
- : Prolungamento Trinitat Nova - Trinitat Vella (in fase di studio preliminare)
- : Prolungamento Zona Universitària - Esplugues Centre - Sant Feliu Centre (in fase di studio preliminare)
- : Prolungamento La Pau - La Sagrera (lavori in corso, non prima del 2026)[9]
- : Prolungamento Espanya - Gràcia (lavori in corso, prevista per il 2030)[10]
- : Nuova stazione Aeroport Terminal de Càrrega (tra Aeroport T1 e Aeroport T2 [8]
- : Nuova stazione La Ribera (tra Les Moreres e El Prat Estació) [8]
- : Tratta Zona Universitària-La Sagrera (programmata per il 2028)
- : Nuova stazione Motors (tra Foc e Zona Franca) (programmata per il 2028)
- : Prolungamento Reina Elisenda - Finestrelles-Sant Joan de Déu (in fase di studio preliminare)